# Vetlla Pasqual
En el calendari Cristià, la Vetlla Pasqual se celebra la nit entre el dissabte Sant i del Diumenge de Pasqua de Resurrecció, a ser possible a partir de les dotze de la nit (com la nit de Nadal que imita aquesta nit de Pasqua) i és considerada com la celebració més important, gran i central de l'Any litúrgic i es podria pensar que la més antiga. En ella se celebra la nit Santa de la Resurrecció del Senyor.
En l'antiguitat era el moment destinat per a rebre els catecúmens que havien de ser batejats.
Durant molt de temps, a pesar del seu origen nocturn, altres preceptes de dejunis i tradicions populars van desdibuixar a parir de l'Edat Mitjana la celebració avançant-la al matí de dissabte i quan es cantava el Glòria es tocaven les campanes, d'aquí que s'anomenara "Dissabte de Glòria". A pesar d'aquell avançament, els textos parlaven abundantment del misteri de la nit santa de la Ressurrecció, per la qual cosa era costum tapar les finestres de les esglesies. La reforma de la Setmana Santa als anys 50 va posar remei a moltes coses, culminant la reforma amb el Concili Vaticà II.
És una celebració rica en símbols, cerimònia de renovació de l'aigua i el foc i plena de textos bíblics que ens recorden les pàgines principals de la Sagrada Escriptura relatives a la Pasqua del poble d'Israel.
La celebració es desenvolupa a partir del següent esquema:
- Lucernari: es beneeix el foc fora de l'església, i s'encén el ciri pasqual
- Pregó Pasqual
- Lectures de l'Antic Testament
  - Primera lectura: Gn1, 1-2,2 "Déu veié tot el que havia fet, i era bo de debò."
    - Salm 103 "Quan envieu el vostre alè, Senyor, renoveu la vida sobre la terra"

  - Segona lectura: Gn 22, 1-18 "Sacrifici d'Abraham. El nostre pare en la fe"
    - Salm 15 "Guardeu-me Déu meu, en Vós trobo refugi".

  - Tercera lectura: Ex 14, 15-15, 1 "Els israelites caminaren per terra eixuta enmig del mar".
    - Salm: Ex 15 "Cantem al Senyor, que s'ha cobert de glòria"

  - Quarta lectura: Is 54, 5-14 "El Senyor t'ha reclamat amb un amor etern".
    - Salm 29 "Amb quin goig us exalço Senyor!

  - Cinquena lectura: Is 55, 1-11 "Veniu amb mi i us saciareu de vida. Pactaré amb vosaltres una aliança eterna"
    - Salm: Is 12 "Cantant de goig, sortirem a buscar l'aigua de les fonts de salvació"

  - Sisena lectura: Ba 3, 9-15 "Avança pel camí que condueix a la claror del Senyor"
    - Salm 18 "Senyor, vós teniu paraules de vida eterna"

  - Setena lectura: Ez 36, 16-17ª. 18-28 "Abocaré sobre vosaltres aigua pura i us donaré un cor nou".
    - Salm 41: "Tot jo tinc set de Déu, del Déu que m'és vida; ¿quan podré veure Déu cara a cara?
- Lectura del Nou Testament
  - Rom 6:3-11 "Vosaltres, tingueu-vos per morts al pecat, però vius per a Déu en Jesucrist".
    - Salm 117:1-2, 16-17, 22-23

  - Evangeli
    - Cicle A: Mt 28:1-10
    - Cicle B: Mc 16:1-8
    - Cicle C: Lc 24:1-12
- Homilia
- Litúrgia baptismal: es beneeix l'aigua com a símbol de la presència que té en la vida humana.
- Litúrgia Eucarística